# Кодайра, Такэси
Такэси Кодайра (яп. 小平武 Кодайра Такэси, 1939 — 1992) — литератор, профессор университета Хоккайдо.

## Биография
Профессор университета Хоккайдо на Культурно-лингвистическом факультете, кафедра русского языка. Специальность — русская и советская поэзия и театральное искусство. В качестве работы, связанной с русской литературой, он представил Блока и рассуждал о Маяковском и Чехове. Перевел произведение Андреева.
В 1979 году издал «Сборник стихотворений Блока» (1979 г., изд. «Яёи-Сёбо»). Для перевода было отобрано 59 стихотворений; завершается сборник поэмой «Двенадцать» (перевод стихотворений занимает 165 страниц). В конце сборника автор поместил подробный комментарий на 35 страницах, затем литературно-критическую статью «О Блоке» (34 страницы).